# Druhá eucharistická modlitba
Druhá eucharistická modlitba (latinsky prex eucharistica secunda) byla v liturgii římskokatolické církve zavedena v rámci liturgické reformy po druhém vatikánském koncilu jako alternativa pro římský kánon. Vznikla úpravou Hippolytovy anafory ze 3. století, připisované sv. Hippolytu Římskému (v rámci této úpravy byl například doplněn Sanctus, který se v prvotní církvi neužíval). Pro svou krátkost se často používá ve všedních dnech, její použití o nedělích a svátcích by mělo být prakticky vyloučeno. Má vlastní prefaci, která je však zaměnitelná za jinou.